# Origins (Dan-Reed-Network-Album)
Origins ist das am 23. November 2018 veröffentlichte fünfte Studioalbum der US-amerikanischen Rockband Dan Reed Network. Es unterscheidet sich im Entstehungsprozess vollständig von allen vorher von der Band aufgenommenen Alben.

## Geschichte
Alle acht enthaltenen Lieder wurden jeweils live, also im Gruppenrahmen, aufgenommen. Fans der Gruppe bekamen dazu die Möglichkeit, an den Aufnahmen mitzuwirken, indem sie ihre Teilnahme erwarben und so einen Teil der Produktionskosten mittrugen. Im Gegenzug waren sie am gesamten Entstehungsprozess der jeweils zwei Lieder umfassenden Aufnahmen im jeweiligen Studio beteiligt und trugen zu den Songs die Backing Vocals, in der Regel als Chor, bei. Bei jeder Session wurde jeweils ein neuer Song und die Reinterpretation eines alten Liedes aufgenommen.
Die ersten Arbeiten fanden im Dezember 2017 im Blueprint Studio in Manchester statt, dabei wurden die erste Single, Fade to Light und eine Neuinterpretation von Ritual aufgezeichnet. Am 12. Mai 2018 folgten die Sessions für Right in Front of Me und Forgot to Make Her Mine im Studio „Power Station“ in New York, und eine Woche später nahm die Band zwei weitere Lieder, Shameless und Let It Go im „Nia“-Studio in ihrer Heimatstadt Portland auf. Die letzten beiden Titel, One Last Time und Rainbow Child, entstanden am 14. Juli 2018 in Stockholm im Studio eines schwedischen Radiosenders.
Der Aufnahmeprozess für das Album war damit abgeschlossen, für die zukünftige Veröffentlichung nahm die Gruppe am 31. Dezember 2018 jedoch zwei weitere Lieder in den Hansa Studios in Berlin auf.
Das Werk wurde von Dan Reed und Rob Daiker produziert, Brion James wirkte als Co-Produzent mit. Die Tonmischung und das Mastering übernahm ebenfalls Rob Daiker. Es war als CD und LP (ausschließlich auf weißem Vinyl) erhältlich und wurde am 23. November 2018 veröffentlicht. Das Cover wurde von Graeme Purdy Bell gestaltet. Die in der Mitte des Covers kreisförmig angeordneten, in ihrer Gestaltung an Runen erinnernden Buchstaben ergeben den Satz „Everybody Listen Not Just A Few Because The World Has A Heart Too“ aus dem Lied World has a Heart too vom Debütalbum der Band.

## Titelliste
| Nr.          | Titel                                      | Text         | Musik                 | Länge |
| ------------ | ------------------------------------------ | ------------ | --------------------- | ----- |
| 1.           | Fade to Light                              | Dan Reed     | Brion James, Dan Reed |       |
| 2.           | Ritual (Neuaufnahme 2018)                  | Reed         | James, Reed           |       |
| 3.           | Right in Front of Me                       | Reed         | Reed                  |       |
| 4.           | Forgot to Make Her Mine (Neuaufnahme 2018) | Reed         | James, Melvin Brannon |       |
| 5.           | Shameless                                  | Reed         | James, Reed           |       |
| 6.           | Let It Go (Neuaufnahme 2018)               | James, Reed  | James, Reed           |       |
| 7.           | One Last Time                              | Reed         | Reed                  |       |
| 8.           | Rainbow Child (Neuaufnahme 2018)           | Reed         | Reed, James           |       |
| Gesamtlänge: | Gesamtlänge:                               | Gesamtlänge: | Gesamtlänge:          | 39:52 |

## Rezeption
Marcus Schleutermann von Rock Hard schrieb, von den neuen Songs überzeuge „lediglich Right In Front Of Me´ mit seinem tollen Refrain;“ mit den Neuaufnahmen von Ritual oder Rainbow Child werde „diese EP künstlich zu einem Album aufgeblasen.“
Rocks-Autor Markus Baro war dagegen der Auffassung, dass „vor allem ihre erste Single, Ritual, und Forgot to Make Her Mine ihre einstige Vormachtstellung im harten Funk-Rock-Sektor eindrucksvoll“ belegten. Fade to Light sei die „womöglich eingängigste Komposition“ der Band, und Shameless besteche „durch einen leichten Achtziger-New-Wave-Touch.“ Die „Entschlossenheit und musikalische Kraft“ der Lieder dieses Albums lasse „für das kommende Album einiges erwarten.“